# Duke R. Lee

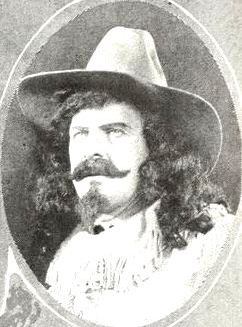
Duke R. Lee auf einem Plakat für In the Days of Buffalo Bill (1922)

Duke Regene Lee (* 13. Mai 1881 im Prince Henry County, Virginia; † 1. April 1959 in Los Angeles, Kalifornien) war ein US-amerikanischer Filmschauspieler.

## Leben
Lee spielte zwischen 1913 und 1946 in über neunzig Spielfilmen. Die überwiegende Mehrzahl davon waren Westernfilme. Zu seinen letzten Rollen zählen kleinere Nebenrollen in Klassikern des Western Genres, wie The Plainsmen (Der Held der Prärie, 1936),  sowie den von John Ford inszenierten Filmen Stagecoach (Ringo/Höllenfahrt nach Santa Fe) im Jahre 1939, sowie nach über sechsjähriger Filmpause 1946 in My Darling Clementine (Tombstone/Faustrecht der Prärie).
Für das 1919 erschienene Stummfilm-Drama The Pointing Finger von Edward Kull und Edward Morrissey fungierte Lee als Regie-Assistent.
Duke R. Lee hatte vier Kinder, Beatrice, Duke junior, John Gladstone und Virginia. Zwei der vier Kinder entstammten der Ehe mit Edith Louise Lee.